# Marc Cholodenko
Pour les articles homonymes, voir Cholodenko.
Marc Cholodenko, né le 11 février 1950 à Paris, est un romancier, traducteur, poète, scénariste et dialoguiste français.

## Biographie
Pour le cinéma, Marc Cholodenko est notamment le dialoguiste masculin des films de Philippe Garrel depuis 1988.

## Œuvres

### Poésie
- Parcs, Flammarion, 1972
- Le Prince, Portrait de l'artiste en enfant, Flammarion, 1974
- Cent Chants à l’adresse de ses Frères, Flammarion, 1974
- Tombeau de Hölderlin, Hachette/P.O.L, 1979
- 2 Odes, Hachette/P.O.L, 1982
- La Tentation du trajet Rimbaud, Hachette/P.O.L, 1984
- M’éloignant M’en revenant, Sables, 1986
- La Poésie la vie, P.O.L, 1994
- Un Rêve ou un Rêve, P.O.L, 1999
- Imitation, P.O.L, 2002
- Taudis-Autels, P.O.L, 2008
- Filet, P.O.L, 2009
- Puis gris que dilue du rose que brûle le bleu, P.O.L, 2014
- Sarabandes, passacailles, naïades en bikini, P.O.L., 2019
- Bingo, P.O.L, 2022
- De très brefs rêves, P.O.L, 2024

### Romans
- Le Roi des fées, Christian Bourgois, 1974
- Les États du désert (1976), Flammarion, 1976 - rééd. P.O.L, 2011

Prix Médicis
- Les Pleurs, Hachette-P.O.L, 1980 ; rééd. P.O.L, 2014

Prix Louis-Barthou de l’Académie française 1980
- Meurtre, Hachette-P.O.L, 1982
- Mordechai Schamz, Hachette-P.O.L, 1984
- Histoire de Vivant Lanon, P.O.L, 1985
- Bela Jai, Salvy, 1989
- Métamorphoses, Julliard, 1991
- Quasi una fantasia, P.O.L, 1996
- Mon héros (Je ne sais pas), P.O.L, 2000
- NYC, P.O.L, 2004
- Thierry, P.O.L, 2006
- Filet, P.O.L, 2009
- Il est mort ?, P.O.L, 2016

### Essais
- Deux cents et quelques commencements ou exercices d'écriture ou de lecture amusants, P.O.L, 2011

### Traduction
- JR (JR) roman de William Gaddis, Éditions Plon, coll. « Feux croisés », 1993
- L'Inspectrice (The Tax Inspector) roman de Peter Carey, Éditions Plon, coll. « Feux croisés », 1993
- Les Mystères de Pittsburgh (The Mysteries of Pittsburgh) roman de Michael Chabon, 1994 ; rééd. 2009, coll. « Pavillons Poche » Robert Laffont
- La Traversée du milieu roman de V. S. Naipaul, Éditions Plon, coll. « Feux croisés », 1994
- Écorché vif (Skinned Alive: Stories) roman d'Edmund White, Éditions Plon, coll. « Feux croisés », 1997 ; traduit avec Elisabeth Peellaert
- Mr. Schmidt (About Schmidt) roman de Louis Begley, Editions Grasset, 1997
- Peter Pan est mort (Death Comes for Peter Pan) roman de Joan Brady, Éditions Plon, coll. « Feux croisés », 1997
- La Symphonie des adieux (The Farewell Symphony) roman d'Edmund White, Éditions Plon, coll. « Feux croisés », 1998
- Les Vierges suicidées (The Virgin Suicides) roman de Jeffrey Eugenides, Éditions Plon, coll. « Feux croisés », 1998
- Les Chiens-monstres (Lives of the Monster Dogs) roman de Kirsten Bakis, Éditions Plon, coll. « Feux croisés », 1998
- Le Dernier Acte (A Frolic of His Own) roman de William Gaddis, Éditions Plon, coll. « Feux croisés », 1999
- Le Chant, traduction du Cantique des cantiques, Bayard, 2003 ; traduit avec Michel Berder[5]
- Middlesex (Middlesex), roman de Jeffrey Eugenides, Éditions de l'Olivier, 2003
- Politique (Politics), roman d'Adam Thirlwell, Éditions de l'Olivier, 2004
- Gothique Charpentier (Carpenter's Gothic) roman de William Gaddis, Christian Bourgois Éditeur, coll. « Titres », 2006

### Scénarios et dialogues
- Les Baisers de secours (1989) (scénario)
- J'entends plus la guitare de Philippe Garrel (1991) (dialogues)
- La Naissance de l'amour de Philippe Garrel (1993) (scénario)
- Oublie-moi de Noémie Lvovsky (1994) (scénario)
- Le Cœur fantôme de Philippe Garrel (1996) (dialogues / scénario)
- Le Vent de la nuit de Philippe Garrel (1999) (dialogues)
- L'Île au bout du monde de Philippe Garrel (1999) (scénario)
- Sauvage innocence de Philippe Garrel (2001) (dialogues)
- Les Amants réguliers de Philippe Garrel (2005) (collaboration au scénario)
- La Frontière de l'aube de Philippe Garrel (2008) (scénario)
- Un été brûlant de Philippe Garrel (2011) (collaboration au scénario)
- La Jalousie de Philippe Garrel (2013) (collaboration au scénario)